# سام باس وارنر
سام باس وارنر (بالإنجليزية: Sam Bass Warner)‏ هو محامي أمريكي، ولد في 1889 في شيكاغو في الولايات المتحدة، وتوفي في 23 أبريل 1979 في غويلفورد في الولايات المتحدة.